# Gheorghe Gheorghiev
Gheorghe Gheorghiev (n. 27 iunie 1907, Bolgrad, Basarabia, astăzi în Ucraina – d. 28 iunie 1999, Iași, România) a fost un matematician român-bulgar, profesor la Universitatea din Iași.

## Biografie
S-a născut la 27 iunie 1907 la Bolgrad, judetul Ismail, pe atunci în gubernia Basarabia a Imperiului rus, azi regiunea Odesa a Ucrainei. A urmat liceul de băieți la Bolgrad în anii 1916-1925, după ce a susținut examenul de bacalaureat la Ismail în iunie 1925. 
Îndată după absolvirea liceului s-a înscris la facultatea de științe din Iași, secția matematica, unde a urmat cursuri predate de profesorii Alexandru Myller, Vera Myller-Lebedeff, Octav Mayer, Simion Sanielevici, Petre Culianu, Constantin Popovici, Mendel Haimovici, Gheorghe Vrânceanu s.a. și l-a avut asistent pe Ilie Popa, cu care a rămas prieten pentru toată viața. În timpul ultimului an de studiu și după examenul de licență, în martie 1929, cu o comisie prezidată de A. Myller, a devenit asistent și s-a împrietenit cu mai mulți tineri matematicieni: I. Schoenberg, P. Cazanachi, Dimitrie Mangeron, E. Stihi și cu studentul Alexandru Climescu. Tot în 1929 a urmat cursuri de specializare la Universitatea din Hamburg, cu cunoscutul profesor Wilhelm Blaschke. Revenind în țară, dătorită crizei, a fost obligat să se angajeze în învățământul secundar. A predat matematica la licee din Aiud, Ismail, Chilia, Cetatea Albă și Iași. A fost director de liceu la Chilia Nouă (19341936) și Cetatea Albă. A urmat doctoratul la Universitatea din Iași. În timpul războiului a fost concentrat și mobilizat timp de peste 5 ani ca ofițer de geniu și, timp de circa un an și jumătate, a fost prizonier. 
În perioada 1938-1946 a fost înscris la doctorat la Universitatea din Iași. În anul 1946 și-a susținut teza de doctorat cu subiectul Suprafețe, pe care familii remarcabile de curbe sânt asemenea, sub conducerea lui Alexandru Myller. Din comisia de doctorat au făcut parte Octav Mayer, Vera Myller și Ion Popa. Lucrarea de doctorat a fost publicată în volumul din 1946 al Analelor Stiintifice ale Universității „Al.I. Cuza” din Iași. În anul 1954 titlul i-a fost reconfirmat de comisia superioară de diplome (în urma reformei învățământului. Ulterior, acest titlu a fost echivalat cu cel de doctor docent în științe. Ulterior a fost echivalat cu cel de doctor-docent (echivalentul gradului științific de doctor habilitat în Republica Moldova și a celui de doctor în științe în Rusia). 
A devenind membru al PCR fiind chiar și secretar al organizației de partid al facultății de fizică și matematică.
Începând cu februarie 1946 funcționează din nou la Universitatea din Iași îndeplinind următoarele funcții: lector (1946 - 1948), conferențiar onorific la matematici generale (1946-1948), profesor suplinitor de geometrie analitică (1947-1954), profesor titular de geometrie (1955-1975). A îndeplinit de asemenea funcția de decan al facultăților de fizică și matematică, apoi matematică-mecanică între anii 1953-1968 și funcția de șef de catedră la geometrie între anii 1960-1975. În aceste posturi și poziții de conducere, profesorul Gh. Gheorghiev a avut o influență hotărâtoare asupra dezvoltării Facultății de Matematică din Iași în ce privește stabilirea unor legături cu direcții de cercetare științifică existente atât în școlile tradiționale de matematică din occident cât și cu cele existente în Uniunea Sovietică. De asemenea, conceperea planurilor de învățământ și elaborarea programelor analitice ale disciplinelor de studiu s-au făcut în spiritul modern al epocii. Profesorul Gh. Gheorghiev a contribuit la angajarea în activitatea de cercetare științifică în domeniul geometriei diferențiale și al matematicilor, în general, a numeroși tineri talentați. A condus circa 30 teze de doctorat în domeniul geometriei diferențiale și unii dintre doctoranzii săi s-au afirmat ca personalități științifice recunoscute în cercetarea științifică geometrică.
Profesorul Gheorghiev s-a pensionat în anul 1975, rămânând (cu unele intreruperi) profesor consultant la Facultatea de matematică până la deces, în 28 iunie 1999. Chiar și la o vârstă înaintată a fost activ din punct de vedere matematic, informându-se despre noutățile din literatura de specialitate, participând activ la diverse manifestări științifice, propunând și ducând la capăt, împreună cu foștii săi elevi, proiecte de cercetare științifică. Fiicele sale, M. Ignat și Adina Curteanu, au donat bibliotecii Seminarului Matematic peste 800 din cărțile de matematică din biblioteca personală a profesorului.

## Opera științifică
Bogata activitate științifică a lui Gheorghiev s-a concretizat în aproape 150 de lucrări publicate în reviste românești și din străinătate. Rezultatele științifice au avut un ecozu larg în rândul geometrilor din mai multe țări. Multe din ele figurează în teze de doctorat, în monografii, în tratate. La Tomsk, de exmplu, au fost efectuate mai multe lucrări și disertații inspirate din opera sa. În activitatea sa nu s-a manifestat ca un savant "izolat".
Problemele abordate de Gheorghiev impresionează prin varietate, acoperind numeroase domenii ale geometriei diferențiale și aplicațiilor în mecanică și fizică teoretică.
A colaborat la elaborarea unui tratat de geometrie intitulat simplu Curs de geometrie analitică (Editura Tehnică, 1951), tratat recunoscut ca o carte de bază pentru studiul geometriei analitice clasice și al teoriei curbelor și suprafețelor. Recunoașterea meritelor acestui tratat s-a realizat prin acordarea Premiului de Stat. A mai colaborat la realizarea unei cărți Geometrie analitică și diferențială, aparută în două volume în 1968 și 1969 la Editura Didactică și Pedagogică. În această carte încep să se reflecte schimbările de concepție și de tehnică de investigare în ce privește studiul geometriei diferențiale. Ideile au fost finalizate în alte două cărți, elaborate în colaborare: Varietăți diferențiabile finit și infinit dimensionale, apărută în două volume în 1976 și 1979 la Editura Academiei Române, și Geometrie diferențială, aparută la Editura Didactică și Pedagogică. În aceste volume, noțiunea dominantă în studiul geometriei diferențiale este cea de varietate diferențială, cu toți operatorii algebrici și diferențiali legați de această noțiune, iar conexiunile liniare, concepute ca operatori de derivare, joacă un rol esențial în investigarea proprietăților geometrice ale varietăților diferențiabile. În particular, rezultatele din geometria riemanniană clasică își găsesc locul potrivit.
Rezultatele științifice ale prof. Gheorghiev au fost citate și folosite de numeroși cercetători din lumea întreagă, în note și memorii, teze de doctorat, monogafii si tratate. A abordat teme de cercetare științifică din geometria diferențială euclidiană (rețele pe suprafete, câmpuri de vectori pe suprafețe), geometria diferențială afină și proiectivă (câmpuri de conuri, configurații Myller), geometria diferențială a varietăților modelate de spații Banach, teoria grupurilor Lie, teoria G-structurilor și generalizări ale acesteia. Circa 30 de tineri studioși si-au elaborat tezele de doctorat sub conducerea științifică a profesorului Gheorghiev. A colaborat în elaborarea cărților cu câțiva colegi apropiați: R. Miron, D. Papuc, V. Oproiu. Aceste cărți au fost considerate, pentru multă vreme, ca elemente de referință printre tinerii doctoranzi și cercetătorii în domeniul geometriei diferențiale din România și din numeroase centre de cercetare din străinătate. 
A scris circa 180 de lucrări științifice în domeniul geometriei diferențiale și numeroase articole de popularizare a matematicii. A conferențiat la mai multe Universități de prestigiu din lume, în cadrul schimburilor științifice ale Universitații „Al. I. Cuza” și ale Facultății de Matematică. A fost profesor vizitator si a conferentiat la numeroase universităti din Europa: Jena, Padova, Sofia, Londra, Moscova, Debrecen, etc. A contribuit la stabilirea unor noi relații științifice de colaborare cu alte Universități din toată lumea. A rămas activ din punct de vedere al creației științifice în domeniul matematicii până pe la mijlocul anilor '90.
A predat cursuri de geometrie analitică, diferențială, teoria grupurilor Lie, etc. la diverse nivele, la Facultatea de matematică a Universității din Iași. A mai predat și cursuri de matematici generale pentru studenții de la facultățile Institutului Politehnic din Iași. Lecțiile sale erau renumite prin densitatea informațiilor transmise și pentru solicitarea intelectuală extremă la care erau supuși studenții ce le urmăreau. Față de studenți, era exigent dar se arăta disponibil, atunci când timpul îi permitea, să dea explicatii suplimentare celor care le solicitau. Pentru doctoranzii săi, era un bun sfătuitor, recomandându-le ultimele apariții din literatura de specialitate și oferindu-le sfaturi și idei pentru continuarea activității de cercetare științifică. În calitate de conducător al destinelor Facultății de matematică din Iași, a contribuit la depășirea multor momente dificile din existența acesteia și la ridicarea nivelului calitativ al actului didactic și al cercetării științifice. În perioada cât a fost decan, în facultate s-a petrecut o extraordinara schimbare a argumentelor predate la cursuri și a celor abordate în cercetare, realizându-se un salt de la aspectele tradiționale existente în matematicile din perioada interbelică, către matematicile moderne, cercetate și predate în stilul structuralist, promovat de catre grupul Bourbaki. În ultimii ani ai vieții era preocupat de istoria matematicii și de probeme matematice ale filosofiei fizicii (e.g. unificarea teoriei câmpurilor fizice), urmărind în mod asiduu diversele idei legate de unitatea matematicii și sinteza științelor naturii.
Concepția filozofica  a lui Gheorghiev in anii de comunizare a României de după 1948 este trecută în revista succint in.

## Distincții
Profesorul Gh. Gheorghiev a fost sărbătorit cu mai multe ocazii: la 75 de ani, la 80 de ani, la 90 de ani și i s-au dedicat numere speciale din publicația științifică Analele Stiințifice ale Universității „Al.I. Cuza” din Iași. Cu aceste ocazii, domnia sa, cu modestia ce l-a caracterizat toată viața, declara că datoria pe care o are față de Universitatea la care a lucrat și față de colectivitatea universitară ieșeană precumpanește mult mai mult decât meritele care au fost puse în evidența în luările de cuvânt prilejuite de sărbătoririle la care a participat.
Activitatea sa în slujba școlii românești și în servirea matematicii a fost răsplătită prin mai multe distincții:
- titlul de Profesor Emerit al Republicii Populare Romîne (18 august 1964) „pentru activitate deosebită în domeniul cercetării științifice și contribuție la dezvoltarea învățămîntului superior”[3]
- Premiul de Stat (1951)
- premiul „Gh. Țițeica” al Academiei Române (1981)
- Ordinul Muncii (1960)
- Ordinul Meritul Științific (1960) etc.

## Scrieri
- Suprafețe pe care familii remarcabile de curbe sunt asemenea, teza sa de doctorat;
- 1951: Curs de geometrie analitică;
- 1952: Culegere de probleme de trigonometrie;
- 1959: Studiul istoriei matematicii în URSS;
- 1963: Asupra geometriilor neeuclidiene și evoluția ideii de spațiu;
- 1972: Geometrie diferențială.